# Oecetis evirga
Oecetis evirga là một loài Trichoptera trong họ Leptoceridae. Chúng phân bố ở miền Cổ bắc.